# Taras Bybyk
Taras Bybyk (en ukrainien : Тарас Бибик ; né le 27 mars 1992 à Tchernivtsi) est un athlète ukrainien, spécialiste du 800 mètres.

## Biographie
Il participe aux Championnats du monde juniors à Moncton en 2010. Il porte son record à 1 min 49 s 25 au stade de Kadriorg le 23 juillet 2011, pour atteindre en 2013, 1 min 46 s 20 pour devenir vice-champion d'Europe espoir à Tampere.

### Palmarès
| Date | Compétition                    | Lieu     | Résultat | Épreuve   | Performance   |
| ---- | ------------------------------ | -------- | -------- | --------- | ------------- |
| 2013 | Championnats d'Europe en salle | Göteborg | 5e       | 400 m     | 1 min 50 s 38 |
| 2013 | Championnats d'Europe espoirs  | Tampere  | 2e       | 400 m     | 1 min 46 s 20 |
| 2013 | Championnats d'Europe espoirs  | Tampere  | 8e       | 4 × 400 m | 3 min 20 s 10 |

### Records
| Épreuve    | Épreuve      | Performance   | Lieu    | Date            |
| ---------- | ------------ | ------------- | ------- | --------------- |
| 800 mètres | En plein air | 1 min 46 s 20 | Tampere | 12 juillet 2013 |
| 800 mètres | En salle     | 1 min 48 s 93 | Soumy   | 15 février 2013 |